# ВЛ40У
ВЛ40У (Владимир Ленин, 4-осный, Однофазный, Украинский) — односекционный двухкабинный пассажирский четырёхосный электровоз переменного тока 25 кВ 50 Гц, модернизированный из секций грузовых электровозов ВЛ80Т. В ходе модернизации каждый электровоз получает новые кабины управления и оборудование. Модернизация осуществлялась на Запорожском и Львовском заводах в двух разновидностях, отличающихся друг от друга формой кабины.

## История создания
В конце 1990-х—начале 2000-х годов на Украинских железных дорогах начал обостряться дефицит пассажирских электровозов переменного тока, как из-за списания старых электровозов ВЛ60ПК, так и из-за электрификации новых участков. Участились случаи вождения пассажирских поездов грузовыми электровозами ВЛ80Т и ВЛ80С локомотивных депо Знаменка и Котовск Одесской железной дороги, Казатин Юго-Западной железной дороги, зачастую не оборудованными не только системой электрического отопления поезда, но и пассажирским электропневматическим тормозом (ЭПТ).
По этой причине было решено модернизировать простаивающие на базе запаса Цветково двухсекционные грузовые электровозы ВЛ80Т в односекционные пассажирские, получившие наименование ВЛ40У. Впрочем, нередко электровозы серии ВЛ80 некоторых модификаций продолжают использоваться для вождения пассажирских поездов. Модернизацию производили ЗЭРЗ и ЛЛРЗ. Электровозы сохранили свои первоначальные номера, однако, для различения секций, после номера электровоза через дополнительный дефис указывался также номер секции (1 или 2).

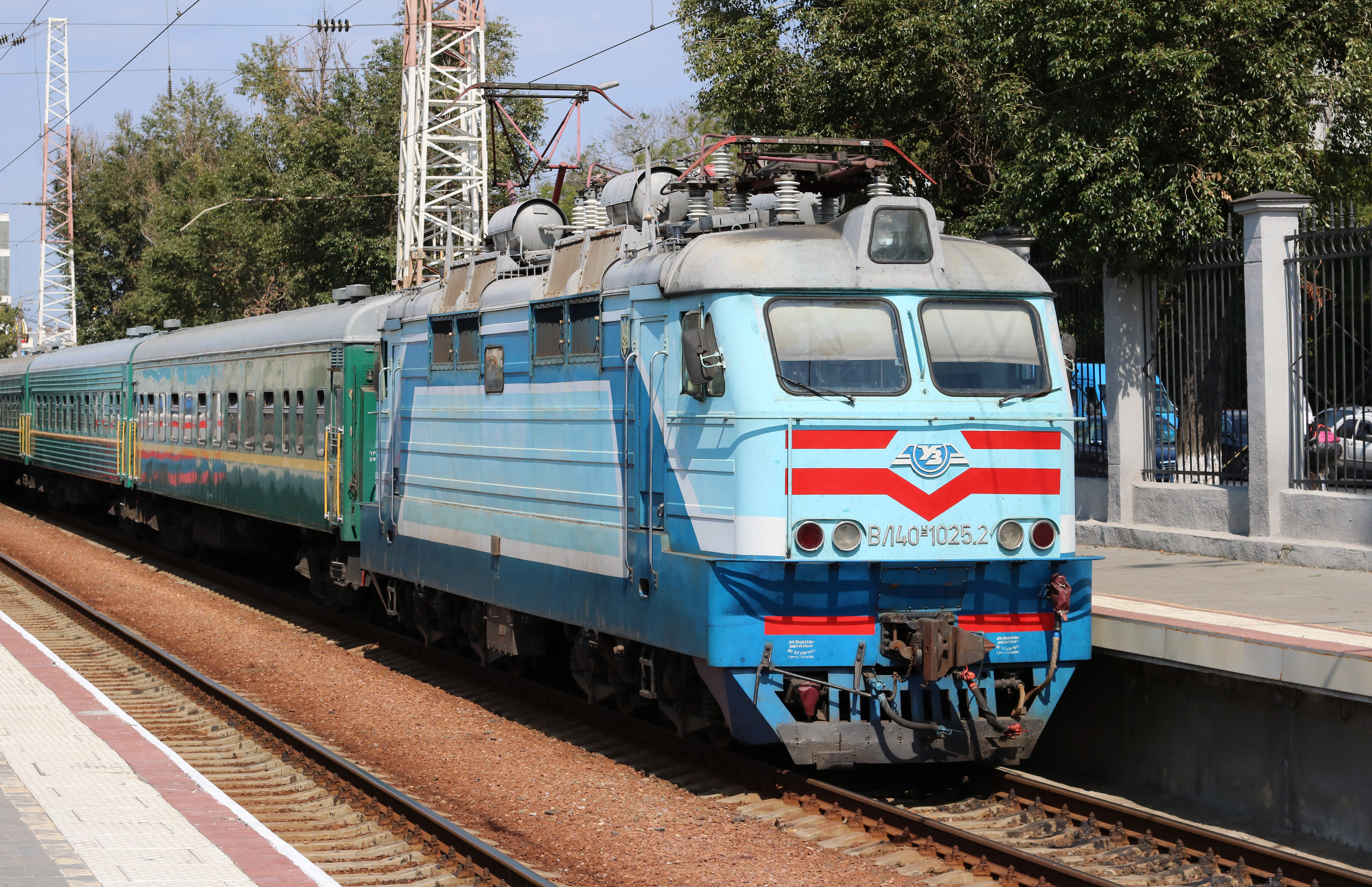
ВЛ40У‑1025‑2 Запорожского завода с кабиной аналогичной ЧС8
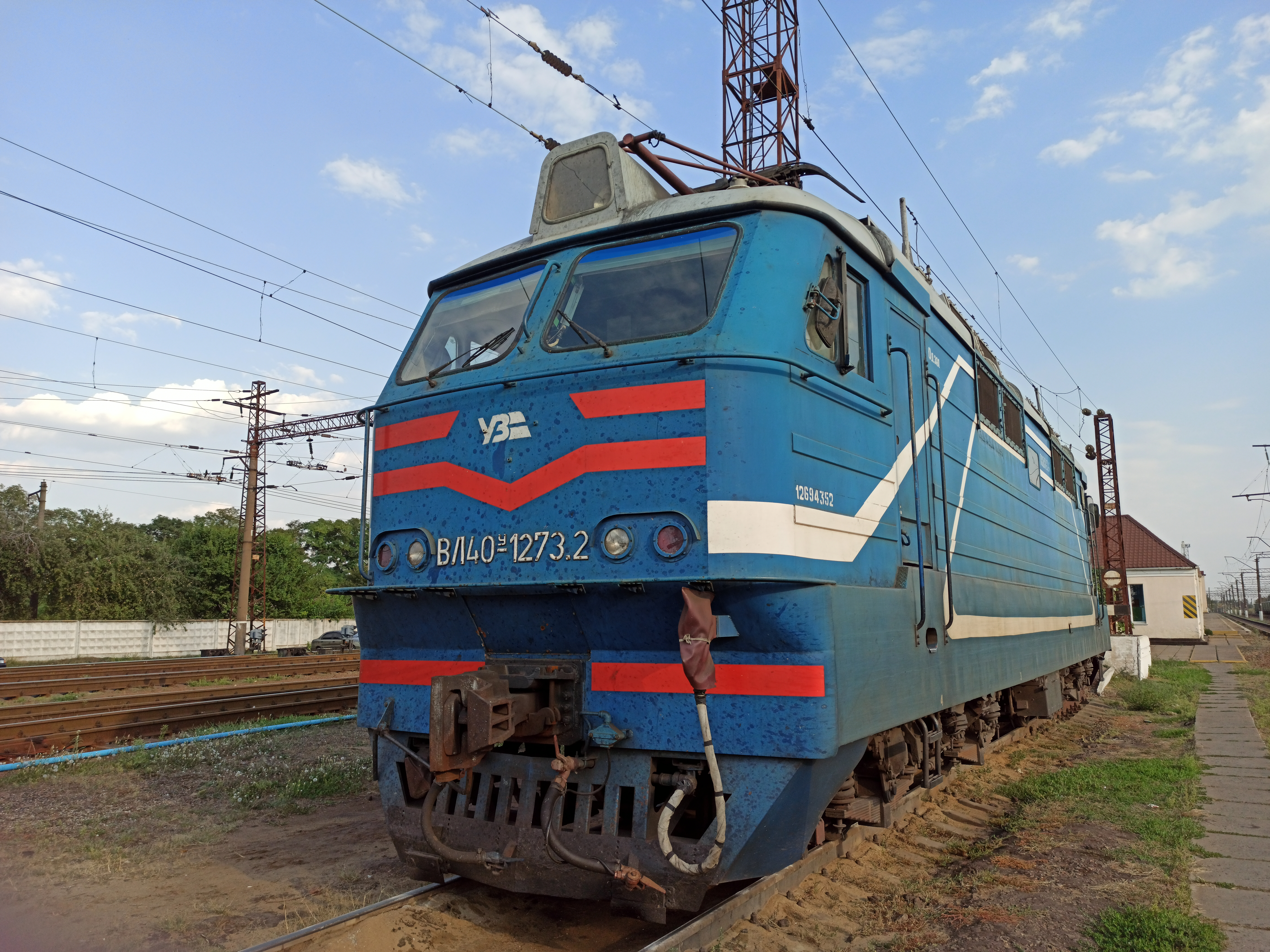
ВЛ40У-1273-2 Запорожского завода с кабиной аналогичной ЧС8
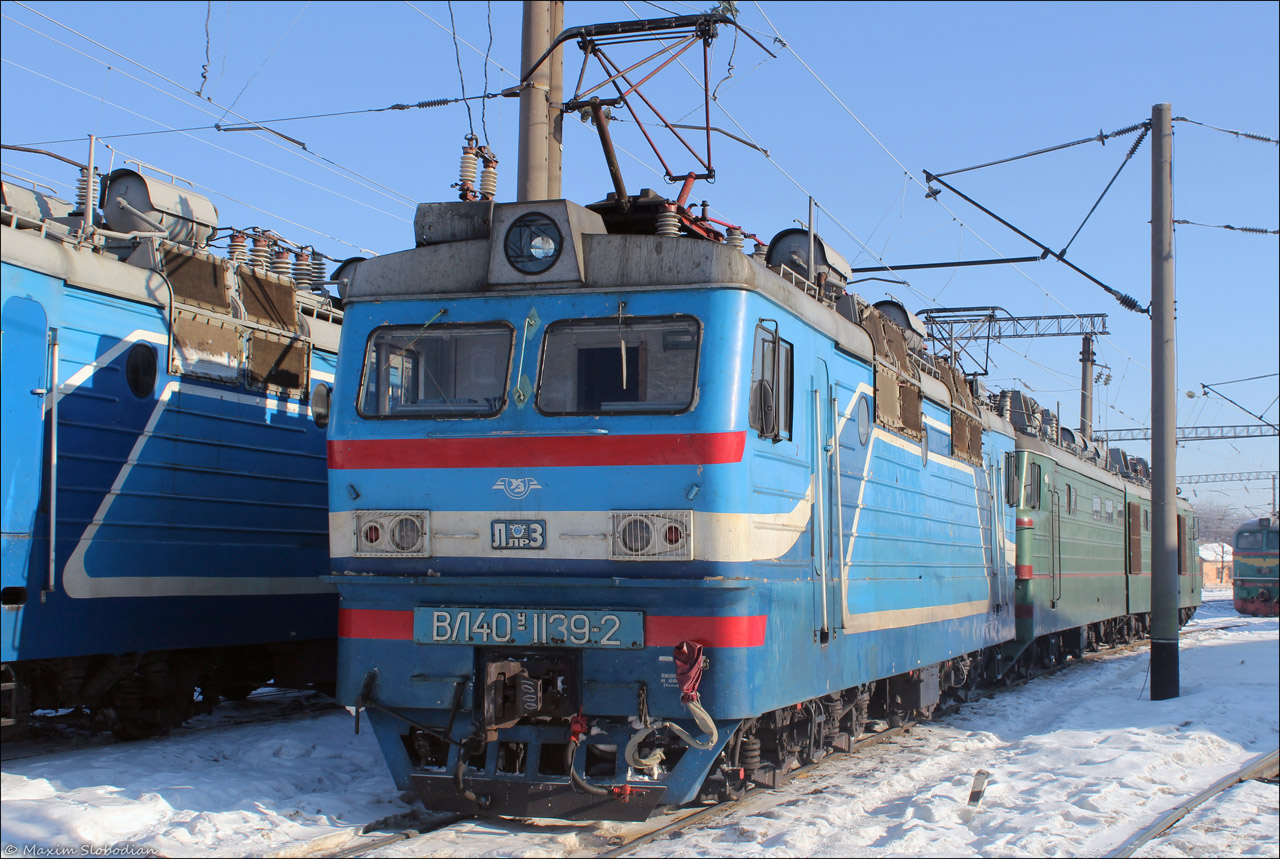
ВЛ40У-1139-2 Львовского завода с кабиной аналогичной ВЛ65 и ЭП1
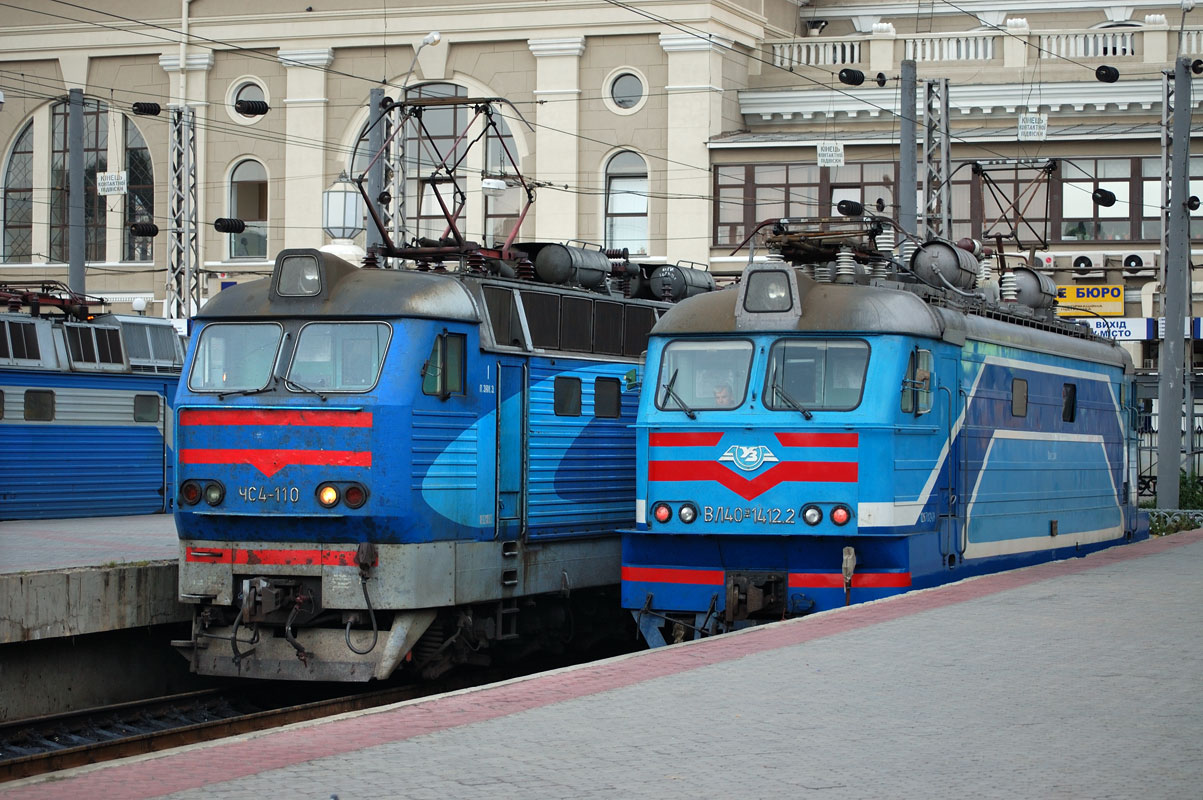
ЧС4-110 и ВЛ40У-1412-2

## Конструкция

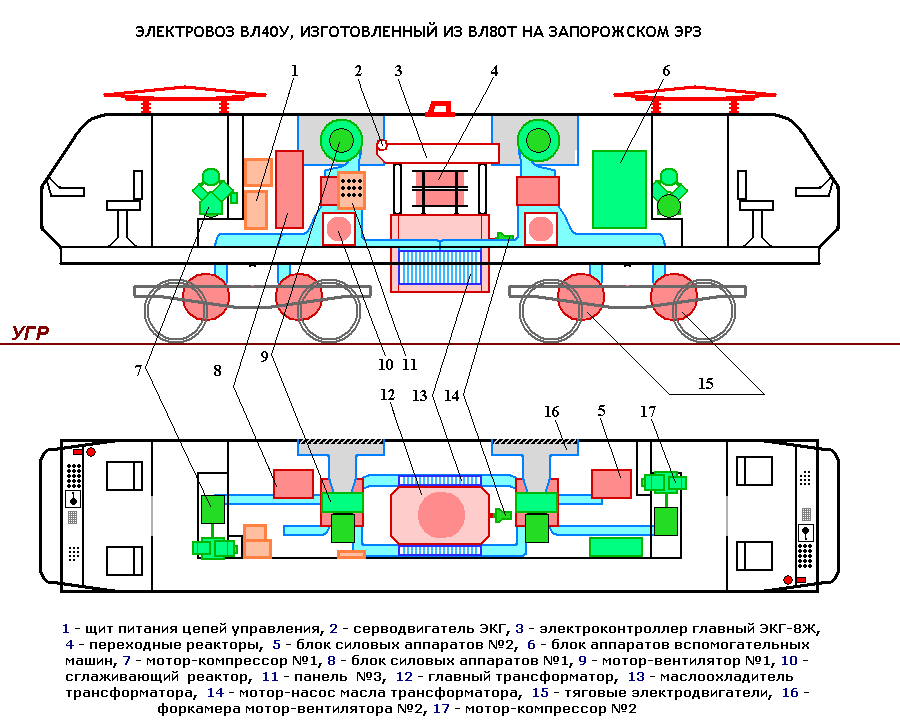
Компоновка электровоза ВЛ40^{У}

Электровоз в ходе модернизации получал новый кузов, у которого от ВЛ80Т сохранялись боковые стенки, но оригинальная кабина и задняя часть ликвидировались и вместо них устанавливались две кабины. При этом ЗЭРЗ устанавливал кабины машиниста и пульты по типу электровозов ЧС8, а ЛЛРЗ — кабины с более плоской лобовой стенкой, похожие на кабину ВЛ65 и ЭП1, и почти таким же пультом, как на ВЛ80. На крышах электровозах возле каждой кабины устанавливалось по одному токоприёмнику в целях резервирования, таким образом число токоприёмников на каждом электровозе увеличилось в два раза.
Ходовая часть, силовая схема с главным контроллером ЭКГ‑8Ж и схема цепей низкого напряжения 50 В в целом остались прежними, за исключением того, что убрано реостатное торможение, что повлекло снятие ряда аппаратов — блоков тормозных резисторов с устройствами переключения потока воздуха, тормозных переключателей, выпрямителя возбуждения и др.
Контроллер машиниста, число позиций регулирования и ступеней ослабления возбуждения, указатель позиций остались прежними. За счёт использования более высококлассных диодов число ящиков выпрямительной установки каждой тележки уменьшено с двух до одного. Заново построена схема вспомогательных цепей — фазорасщепитель заменён пусковыми конденсаторами, вспомогательные машины с двигателями АЭ92 заменены на устанавливаемые на электровозах серий Э5К и ЭП1 машины с двигателями НВА‑55: на каждом электровозе установлены два центробежных мотор-вентилятора охлаждения и два воздушных мотор-компрессора ВУ‑3,5.

## Эксплуатация
Электровозы хорошо показали себя на равнинном профиле, например, на участке Киев — Нежин — Чернигов Юго-Западной железной дороги, где используются даже для вождения грузовых поездов на участке Нежин — Чернигов, но на холмистом профиле Одесской железной дороги вождение поездов длиной 15—20 вагонов оказалось трудной задачей и вызывает много отрицательных отзывов в адрес ВЛ40У от локомотивных бригад.
В настоящее время электровозы ВЛ40У приписаны к цеху эксплуатации Чернигов и Жмеринка Юго-Западной железной дороги, Подольск Одесской ЖД и Львов-Запад Львовской ЖД. Основной парк депо Жмеринка и Львов составляют машины выпуска ЛЛРЗ, депо Подольск и Чернигов в основном имеют машины выпуска ЗЭРЗ.
Машины ВЛ40У-1384.1, ВЛ40У-1384.2, ВЛ40У-1488.1 и ВЛ40У-1488.2 приписаны к ТЧ-9 Дарница. Электровозы, которые приписаны к депо Подольск, также эксплуатируются в локомотивном депо Знаменка и имени Тараса Шевченко. В 2022 году ЛЛРЗ выпустил ещё две машины ВЛ40У-1323.1 и ВЛ40У-1323.2, которые отправились в депо Знаменка Одесской ЖД. В 2024 году депо Подольск передало 2 электровоза ВЛ40У в депо Полтава-Южная для осуществления пригородных перевозок.
В июне 2014 г. четыре электровоза ВЛ40У из Чернигова начали эксплуатироваться в локомотивном депо Конотоп Юго-Западной ЖД.
Электровозы получили прозвище «тяни-толкай» в результате критических отзывов локомотивных бригад, связанных с недостаточной тягой локомотива.
- ВЛ40У-1378-2 ЛЛРЗ следует резервом
- ВЛ40У‑1025‑1 ЗЭРЗ ведёт пассажирский поезд

## Сходные модернизации
- ВЛ40С
- ВЛ40м